# 9 (film din 2005)
a nu se confunda cu Nine (film din 2009) de Rob Marshall
a nu se confunda cu 9 (film din 2009)
9 este un film independent, științifico-fantastic de animație, realizat în 2005, regizat de Shane Acker, al cărui scenariu a fost scris de Shane Acker. Filmul este un proiect al studenților de la UCLA.

## Povestea
9 este o păpușă simțitoare din cârpă, care pare să fie ultima de acest fel. Ea trăiește între ruinele unuii decadent Pământ post-apocaliptic. 